# Atiana Serge Oulon
Atiana Serge Oulon est un journaliste d'investigation et écrivain burkinabé né en 1986. Directeur de publication du journal L'Événement depuis 2019, il y signe de nombreuses enquêtes journalistiques, notamment sur la corruption au sein de son pays, et publie de nombreux ouvrages d'investigation. Son travail lui permet de remporter le « Prix de la lutte anticorruption » du Réseau national de lutte anti-corruption (REN-LAC) en 2017, 2018, 2023 et 2024.
À partir de 2022 et de l'arrivée au pouvoir du putschiste Ibrahim Traoré, Atiana Serge Oulon et son journal font l'objet de pressions à la suite d'articles critiques envers la junte militaire et l'armée, notamment après la publication d'enquêtes sur des détournements de fonds au sein des Volontaires pour la défense de la patrie (VDP).
En juin 2024, Atiana Serge Oulon devient le premier journaliste à être enlevé à son domicile par un commando de l'Agence nationale de renseignement, une action qui provoque l'émoi chez ses confrères et est dénoncée par Reporters sans frontières. Quatre mois plus tard, le pouvoir annonce qu'il a été réquisitionné de force pour rejoindre l'armée, aux côtés d'autres journalistes enlevés.

## Biographie

### Études et débuts dans le journalisme
Atiana Serge Oulon naît en 1986 et fait ses études au sein de l'université de Ouagadougou, où il suit notamment les cours de Serge Théophile Balima, ancien ministre et ambassadeur. Il sort diplômé en journalisme et en sciences politiques.
Il fait carrière dans la presse écrite, devenant journaliste d'investigation au sein de différents médias burkinabés, dont Courrier confidentiel et L'Événement. Il s'investit notamment dans des enquêtes sur la corruption au sein de son pays. En 2017, il reçoit ainsi le premier « Prix de la lutte anticorruption », remit par le Réseau national de lutte anti-corruption (REN-LAC), pour un article paru dans L'Événement sur le système judiciaire burkinabè,. Il reçoit ce même prix une seconde fois en 2018 pour deux publications dans le Courrier confidentiel.
Il se met également à l'écriture et publie son premier ouvrage début 2018. Intitulé Le Général Gilbert Diendéré parle, il s'agit d'un livre biographique réalisé à partir de témoignages et d’entretiens en prison avec le militaire Gilbert Diendéré, ancien bas droit du président Blaise Compaoré impliqué dans un putsch manqué en 2015, dont le procès se déroule peu après la sortie du livre,.

### Direction deL'Événement
À partir de 2019, Atiana Serge Oulon devient directeur de publication de L'Événement, un bi-hebdomadaire de référence dans le paysage médiatique burkinabé. Arrivant dans un contexte précaire après de nombreux départs de journalistes, Atiana Serge Oulon parvient à insuffler une nouvelle dynamique au journal, dont il signe la plupart des enquêtes. Le titre connaît alors un important regain de popularité auprès du lectorat. L'importance que le nouveau directeur donne aux investigations et au « journalisme utile » confèrent alors à ce journal « un air de Mediapart » selon le journal français Libération.
En 2020, il publie l'ouvrage Comprendre les attaques armées au Burkina Faso, revenant sur les causes de l'insurrection djihadiste ensanglantant le pays depuis 2015. L'ouvrage est salué par l'universitaire Serge Théophile Balima, son ancien professeur.

### Pressions du pouvoir et enlèvement
Après les coups d'État de janvier et septembre 2022, Atiana Serge Oulon signe plusieurs articles au sein de L'Événement sur les dysfonctionnements de l'armée bukinabé, les enlèvements organisés par l'Agence nationale de renseignement ou la répression mise en place par le pouvoir. Il publiera également un livre sur cette période, Les secrets de deux putschs (2023),.
En décembre 2022, il signe un papier remarqué sur des détournement de fonds au sein des Volontaires pour la défense de la patrie (VDP), dans lequel Ibrahim Traoré, putschiste désormais au pouvoir, est accusé à demi-mot. Cet article lui vaut de remporter, pour la troisième fois, le « Prix de la lutte anticorruption » du REN-LAC, mais aussi des pressions de la part du pouvoir, qui lui demande alors de révéler ses sources, ce qu'il refuse de faire.
En juin 2023, L'Événement est visé pendant un mois par une fermeture administrative ordonnée par le Conseil supérieur de la communication (CSC). Atiana Serge Oulon est lui-même auditionné par la justice militaire et le CSC. En juin 2024, après un nouvel article sur les détournements de fonds au sein des VDP, le journal est à nouveau suspendu un mois par le CSC pour diffamation.
Le 24 juin 2024, alors qu'il devait se rendre à un procès en diffamation intenté par un proche du régime contre L'Événement, Atiana Serge Oulon est victime d'un enlèvement à son domicile de Ouagadougou par un commando de l'Agence nationale de renseignement. C'est alors la première fois qu'un journaliste est victime d'un rapt de la part du pouvoir burkinabé, qui ciblait auparavant surtout les opposants politiques,. Son enlèvement provoque un choc chez ses confrères, de nombreuses organisations de journalistes demandant sa libération,. L'enlèvement est également dénoncé à l'international, notamment par Reporters sans frontières, qui estime qu'il était « l’un des derniers journalistes osant traiter des questions militaires » au Burkina,. Quelques jours après son enlèvement, alors qu'il est toujours porté disparu, il reçoit pour la quatrième fois le premier « Prix de la lutte anticorruption » du REN-LAC,. L'Événement suspend quant à lui temporairement sa parution.
Selon Jeune Afrique, l'enlèvement aurait pour but de « vérifier les liens entre le journaliste d’investigation et un officier mis aux arrêts, soupçonné d’être l’une de ses sources ». Cependant, lors d'une session de la Commission africaine des droits de l’homme et des peuples en octobre 2024, un responsable du ministère de la Justice burkinabé révèle qu'Atiana Serge Oulon ainsi que d'autres journalistes ont été « réquisitionnés » de force par l'armée pour lutter contre les groupes djihadistes. RSF dénonce alors une pratique visant à « faire taire des journalistes critiques du pouvoir »,. Une tribune publiée dans le journal français Le Monde, signée par RSF et une cinquantaine de journalistes africains, dénonce alors l'enrôlement forcé de ces journalistes dans l'armée,.

## Vie personnelle
Atiana Serge Oulon est le frère cadet d'Ouézen Louis Oulon, lui aussi journaliste.
Il est marié et a un enfant,.

## Publications
- Le Général Gilbert Diendéré parle, Mercury éditions, 2018, 183 p.
- Insurrection populaire d’octobre 2014 au Burkina Faso. Les trahisons, Presses universitaires de Ouagadougou, 2018, 157 p. (ISBN 9791090524453)
- Comprendre les attaques armées au Burkina Faso. Profils et itinéraires de terroristes, Émile Sia Éditeur, 2020, 196 p. (ISBN 9782914707985)
- L’ethnie au Burkina Faso. Amalgames et dérives, Mercury éditions, 2021 (ISBN 9791097328337)
- Les secrets de deux putschs, Mercury éditions, 2023, 75 p. (ISBN 9791097328801)